# Alte Krone (Biel)

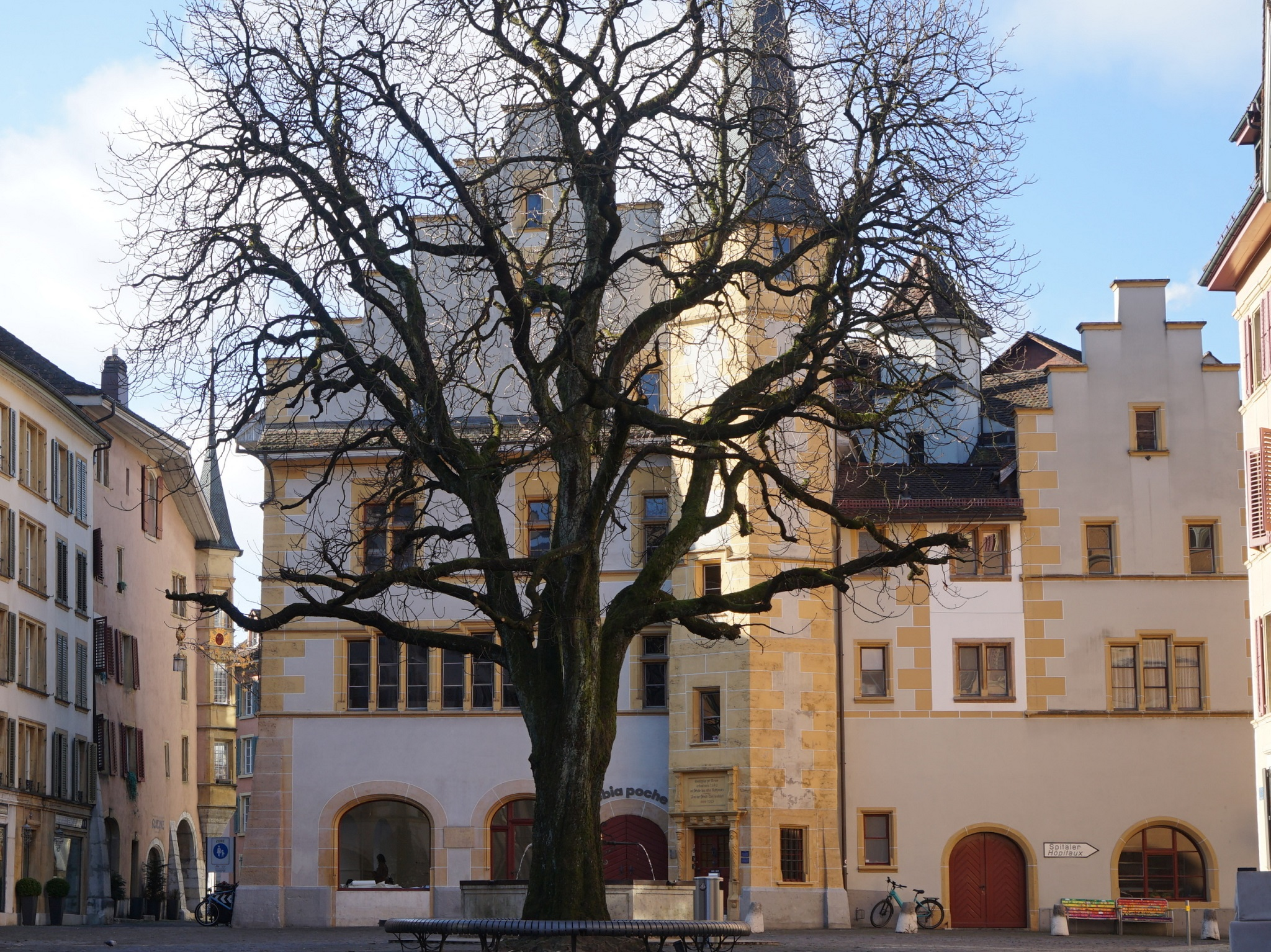
Alte Krone, Ansicht zur Obergasse (2022)

Die Alte Krone (erbaut 1574 bis ca. 1582), Obergasse 1, ist ein bedeutendes spätmittelalterliches Profangebäude der Stadt Biel/Bienne. Es wurde von Laurent Perroud an der Stelle des alten Rathauses und zweier Wohnhäuser im Stil der Renaissancegotik errichtet. Im Gasthaus logierte 1779 auch Johann Wolfgang von Goethe.

## Geschichte

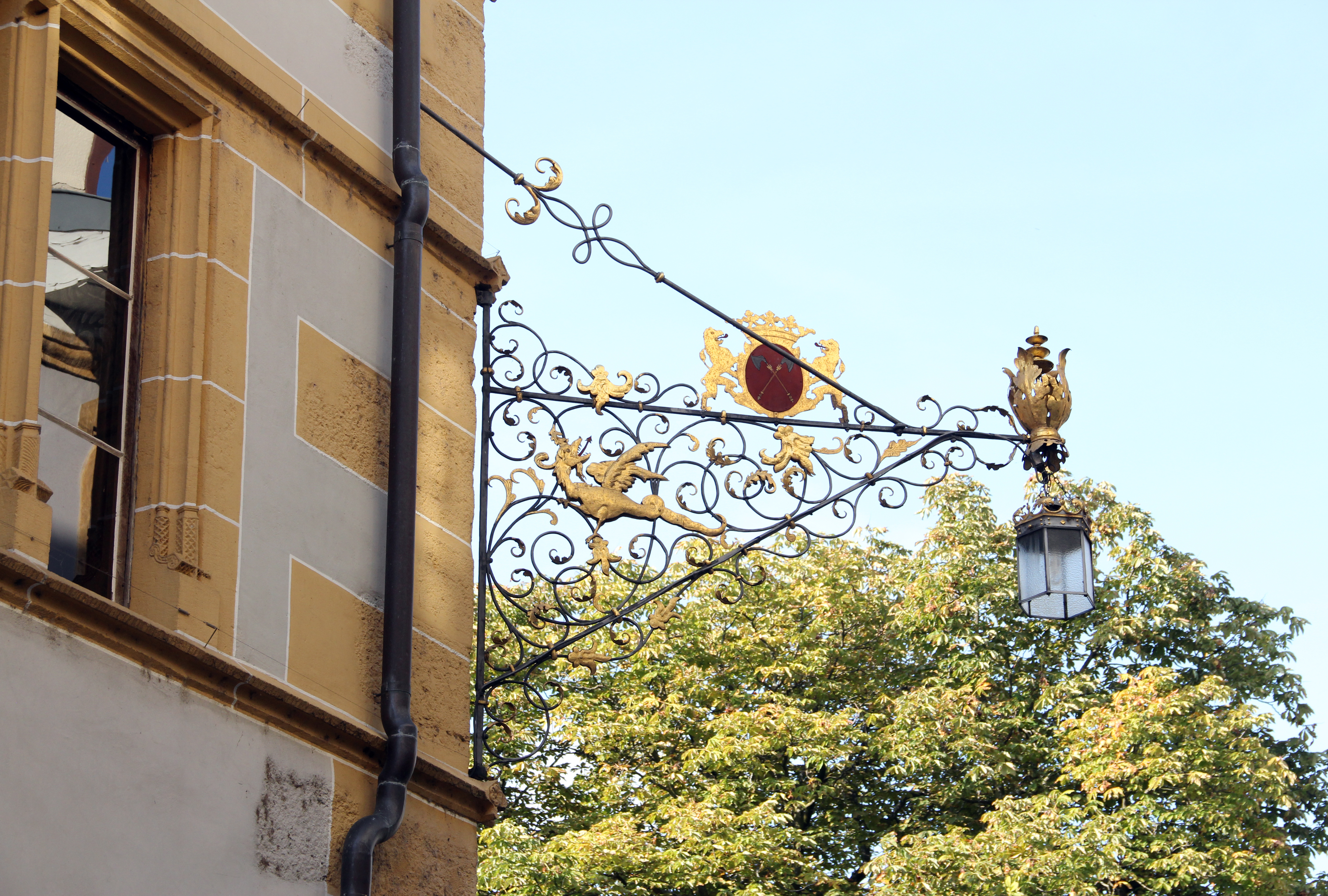
Alte Krone, Auslegearm (2011)

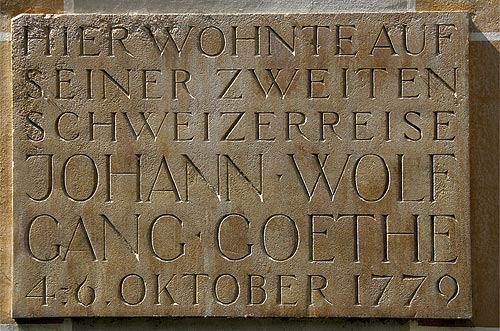
Erinnerungstafel

Bauzeitlich trat der Bau durch seine Grösse, den Staffelgiebel und seinen Treppenturm im Vergleich zu den übrigen Profanbauten deutlich hervor. Die Stadt Biel hatte 1574 den Auftrag zum Bau eines neuen Gasthauses gegeben, der wohl um 1582 seinen Betrieb aufnahm. Das Nebengebäude wurde von der Schützengesellschaft genutzt. 1657 wechselte das Haus in Privatbesitz und wurde 1732 von der Zunft zu Waldleuten erworben. Deren erstes Zunfthaus am Ring war zu klein. Die platzseitige Fassade (Brunngasse) wurde im Stil des Barock umgestaltet. Dies war die erste von zahlreichen Umgestaltungen ab dem 17. Jahrhundert, von denen nur der grosse Keller relativ verschont blieb. Aus der Zeit von 1732 stammen auch die Wetterfahne mit den drei Tannen auf dem Turmhelm des Treppenturmes sowie das schmiedeeiserne Wirtshausschild, früher mit Krone. Dies war ein Gemeinschaftswerk von Hufschmied Peter Weck und Goldschmied Friedrich Witz (Entwurf) im Auftrag der Zunft. Der Auslegearm schmückt noch immer die Hausecke.
Schon 1749 wechselte das Haus wieder in Privatbesitz. Nach dem Ankauf 1855 durch Metzgermeister Johann Peter Moll errichtete dieser im Nordwesten einen Anbau und betrieb ab 1864 eine Brauerei. Das Gastwirtschaftsrecht verkaufte Moll 1861 an die neu errichtete «Krone» an der Kanalgasse (früher Kanalgasse 14), so dass der Volksmund den ehemaligen Gasthof in «Alte Krone» umbenannte. Unter dem Namen «Brasserie zur Alten Krone» betrieb ein Pächter die Bierbrauerei.
Im Jahr 1915 erwarb die Stadt Biel das Haus, sanierte es und baute die vielfach veränderte Fassade zu einer gotischen zurück. 1919 bezogen die Verwaltung und der Laden des Elektrizitätswerks Biel (EWB) die Obergasse. Das 1894 gegründete EWB benötigte Platz, da dessen Räume im Gaswerk zu klein geworden waren. 1962 wechselte das EWB dann in einen Neubau in der Gottstattstrasse.
In den Jahren 1991/1992 fanden noch einmal umfangreiche Renovationen an der Gebäudehülle und dem Gebäudeinneren statt. Dabei wurde angestrebt, die ursprünglichen Fassadenfarben wiederherzustellen. Die hellgrau-weissen Putzfarben wurden mit einem Dunkelgrau für den Sockel und einem Ocker für die Gesimse, Tür- und Fenstergewände, Pfeiler sowie Eckpartien kombiniert. Bei der Neueindeckung der Turmhelme fand man in der Kugel der Dachspitze eine Blechbüchse. Diese enthielt zwei beschriftete Messingtafeln aus dem Jahr 1579 mit Angaben über die wichtigen Amtsträger der Zeit sowie über den damaligen Korn- und Weinpreis. 1734 fügte man eine gravierte Zinntafel sowie 1915/16 eine weitere Messingtafel mit ähnlichen Angaben hinzu. Die Funde wurden aus der Turmspitze entfernt und der kulturhistorischen Sammlung der Stadt zugeführt. Dafür wurde eine neue Tafel untergebracht, die über die Zeit der frühen 1990er Jahre Auskunft gibt. Die Dienststelle für Kultur der Stadt Biel verwaltet seither die Räume für Veranstaltungen und kulturelle Zwecke.
Das ehemalige Gasthaus «Alte Krone» wurde durch den Regierungsratsbeschluss «RRB 4240» vom 15. September 1915 geschützt und 2003 rechtswirksam im Bauinventar des Kantons als «schützenswert» verzeichnet. Es ist im Schweizerische Inventar der Kulturgüter von nationaler Bedeutung (Kategorie A) eingetragen.

## Beschreibung

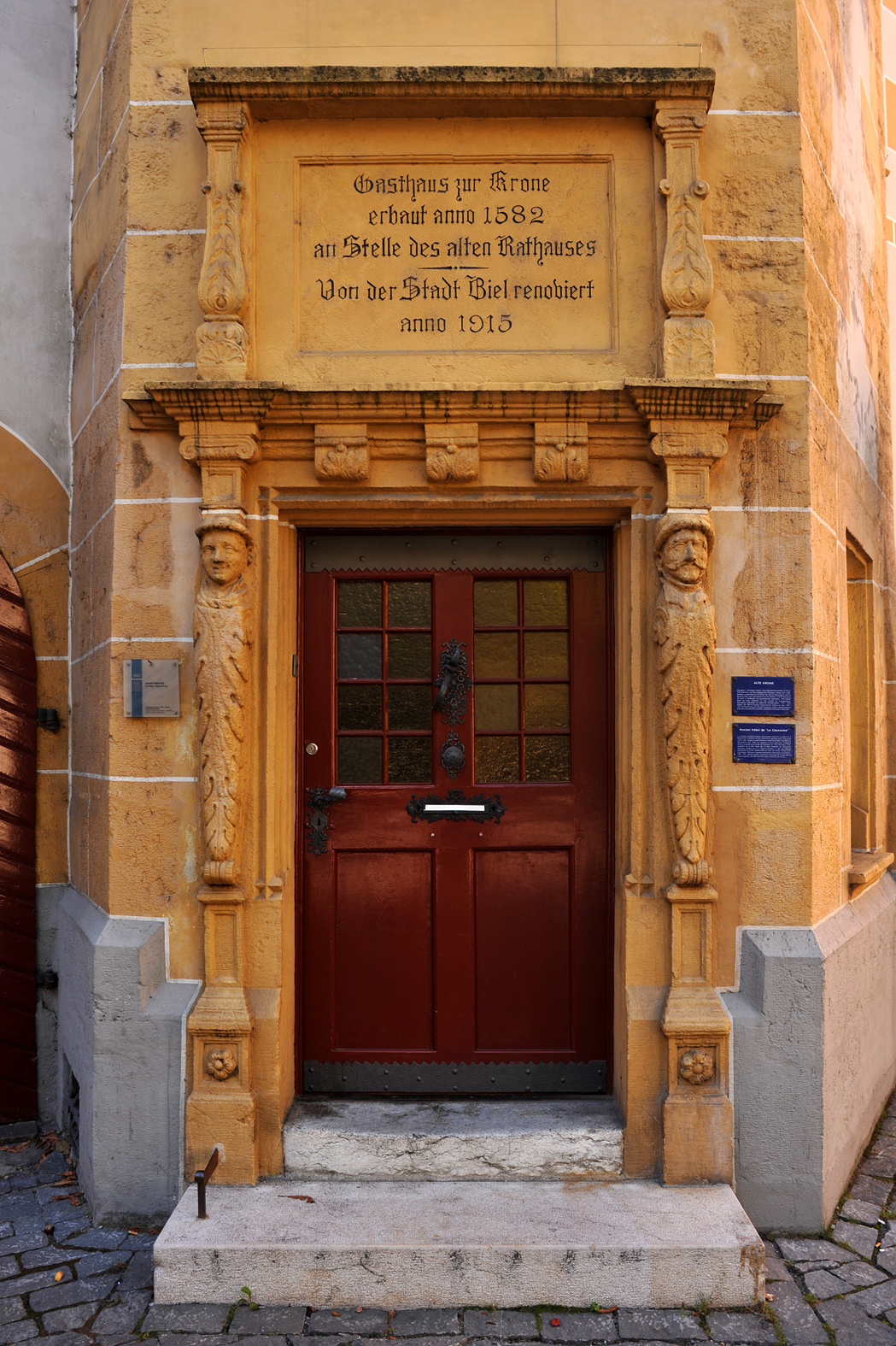
Portal mit Hermen und Inschriftentafel (2010).
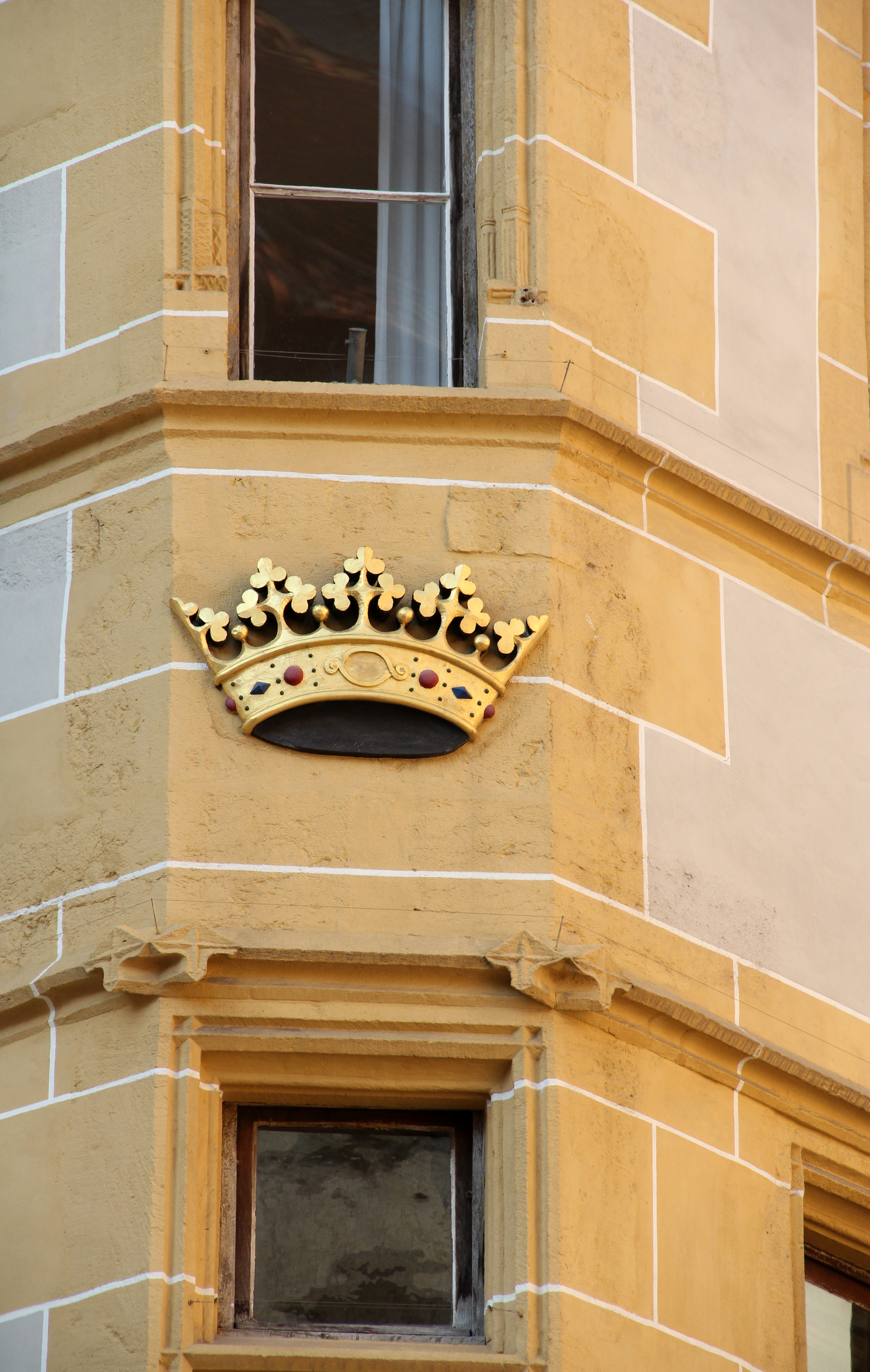
Detail mit Fenstergewänden und Gesimsen (2011). Die Krone ist eine Replikation.[7] Das Original wurde vermutlich 1915 abgeschlagen.
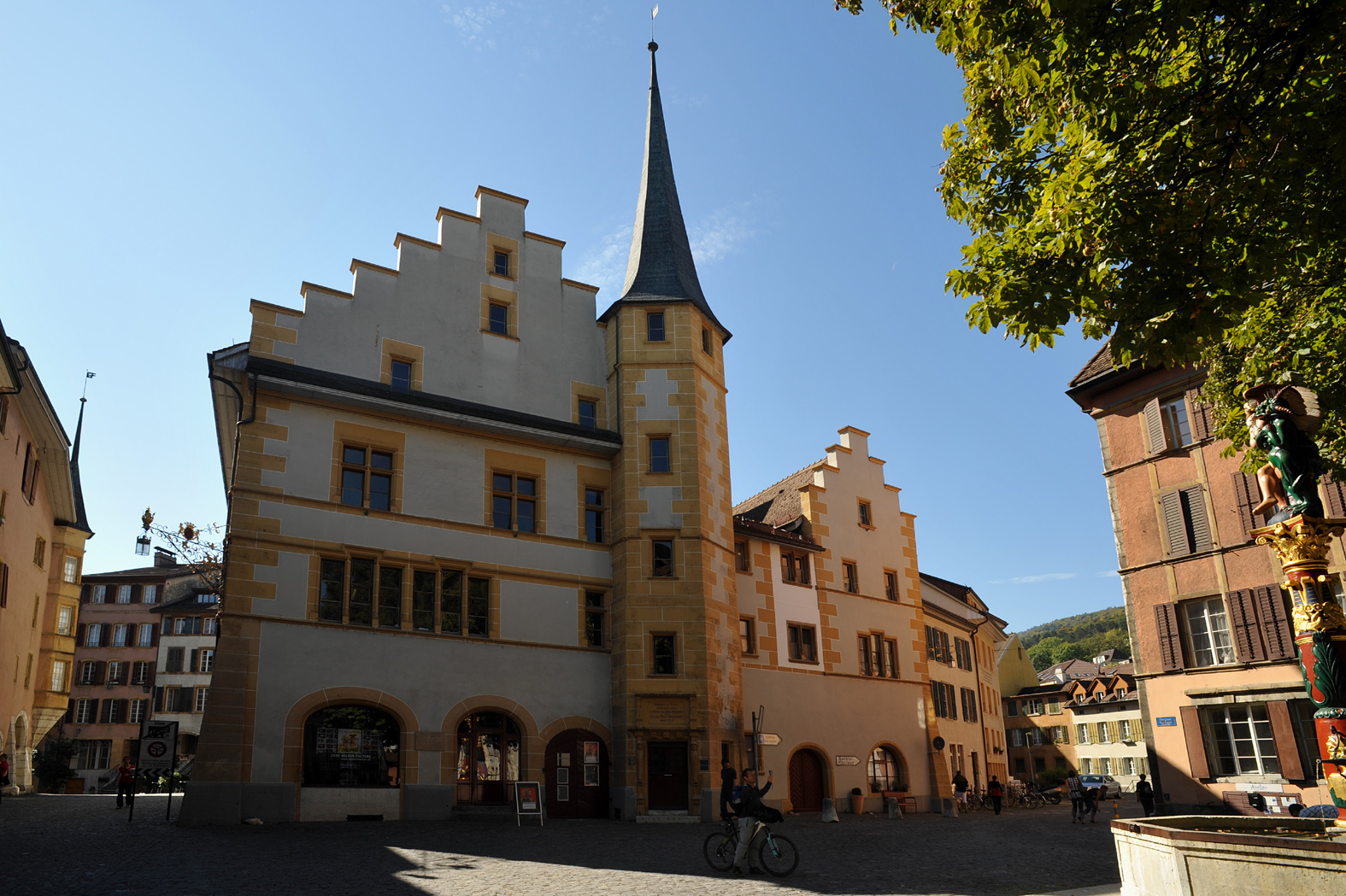
Giebel und Turm

Die erste Gestaltung des Hauses erfolgte in Anlehnung an das 1534 errichtete, neue Rathaus auf der Burg. Die Südfassade mit rundbogigen Öffnungen im Erdgeschoss ist weitgehend im Original erhalten. Sie wird weiter von Staffel- und Kreuzstockfenstern mit profilierten Gewänden aus Hauterive-Kalkstein sowie durchlaufenden Gesimsen geschmückt. Die Platzfront wurde zur Zeit des Ersten Weltkrieges im Stil der Neuenburger Renaissance mit zwei ungleichen Treppengiebeln und einem polygonalen Treppenhausturm akzentuiert. Dabei wurde das Staffelfenster vergrössert. Der Turm verfügt über ein Dach mit hohem Spitzhelm. Das Portal flankieren zwei Hermen sowie eine Inschriftentafel über dem Türsturz. Im Verlauf der Fassadenumbauten früherer Jahrhunderte gab es eine Verzierung mit grau-schwarzem Renaissancedekor. Die Innenräume weisen manieristische Fenstersäulen sowie Dekorationsmalereien auf. Der Stuck kommt aus der Zeit um 1915.